# Lleó V l'Armeni
Lleó V, dit l'Armeni (en grec, Λεών, Leon, 775 – 26 de desembre del 820), va ser un general que es va proclamar emperador romà d'Orient i va regnar entre 813 i 820. Dedicat a l'exèrcit va agafar fama de valent i fou molt apreciat per l'emperador Nicèfor I (802-811). Anys més tard va aconseguir arribar al poder fent quedar com a covard a qui llavors era emperador, Miquel I Rangabé, quan en realitat havia estat ell el primer a abandonar el camp de batalla. Les posteriors victòries contra els búlgars el van confirmar com a home fort, però no va poder evitar una conspiració del seu antic amic Miquel el Tartamut que va posar fi a la seva vida i la seva descendència. Respecte al conflicte de les imatges religioses primer les va permetre i quan li va convenir, fou un perseguidor dels adoradors d'imatges.

## Primers anys
Lleó era fill de Bardes, un noble de procedència armènia i, segons altres fonts, també tenia ascendència assíria. Va ingressar de jove a l'exèrcit, on va conèixer i va fer amistat amb Miquel Rangabé, Miquel el Tartamut i Tomàs l'Eslau. L'any 803 va estar a les ordres del general Bardanes el Turc, el qual es va rebel·lar contra l'emperador Nicèfor I i Lleó va desertar per unir-se a les tropes fidels a Nicèfor. L'emperador el va recompensar donant-li dos palaus, però més tard el va fer exiliar. El motiu difereix segons els cronistes: uns diuen que va ser per haver-se casat amb Teodòsia, la filla d'un rebel, el patrici Arsaber, altres documents esmenten un general Lleó l'Armeni castigat per la seva humiliant derrota amb els àrabs, un enfrontament en què es van perdre els salaris per pagar els soldats de la seva tema. El càstig incloïa la deprivació del grau militar, ser fuetejat i rapat els cabells.
El 811 Lleó fou cridat de l'exili pel nou emperador i amic Miquel I Rangabé, que havia succeït a Nicèfor, i que el va nomenar governador d'Anatòlia. L'any següent Lleó va conduir una campanya militar contra les fortificacions d'Awasim, on va derrotar Thabit ibn Nasr.

## Ascens al tron
El 813 va estar present a la batalla de Versinicia contra els búlgars, de la qual va salvar la vida fugint. A la tornada va fer pagar la derrota a la indecisió de Miquel I Rangabé, a més una part de l'exèrcit ja estava en contra d'aquest emperador per la influència que exercia sobre ell l'emperadriu Procòpia. La gent de Lleó el va proclamar emperador acusant Miquel de covardia; Lleó va fingir no acceptar fins que Miquel (el futur Miquel II) li va posar la corona al cap. Lleó va aprofitar el descontentament per assolir la corona després de l'abdicació de l'anterior l'11 de juliol. Per tal de prevenir futures usurpacions va fer castrar els fills de Miquel.
En una tàctica diplomàtica, va escriure una carta al patriarca Nicèfor per tal d'assegurar-se el seu favor. Aquest patriarca tenia por d'un possible ressorgiment de la iconoclàstia, cosa que Lleó li prometé que no ho permetria. Un mes després, en entrar a palau es va agenollar davant la imatge de Crist que hi havia al davant de la porta. D'aquesta manera va deixar clara la seva posició respecte al tema de les imatges religioses.

## Enfrontaments amb els búlgars
El 17 de juliol del 813 el kan Krum i el seu exèrcit búlgar ja estaven davant les muralles de Constantinoble, on van acampar sense problemes. Lleó V va actuar amb traïdoria atacant Krum durant un moment de treva acordat per a fer negociacions. Els búlgars van reaccionar incendiant els suburbis de la ciutat i després se'n va anar a Adrianòpolis, que van ocupar. Van tornar més tard a la capital, van continuar devastant Tràcia i van prendre molts ciutadans romans captius. Lleó no tenia gaires forces, però va fer un gran esforç per reclutar un nou exèrcit i, quan ja el tenia a punt, Krum va morir als afores de Constantinoble (814) i el va succeir Deucom. Llavors Lleó va iniciar l'ofensiva i va aniquilar l'exèrcit búlgar a Mesèmbria.
El 815 Deucom va tornar a Constantinoble però altre cop fou derrotat. Lleó va envair Bulgària i va arrasar el país de manera metòdica provocant una gran por entre els búlgars. Mortagon, successor de Deucom, va demanar negociar i van acordar la pau per trenta anys, i de fet la pau va durar 74 anys per la impressió que la campanya romana d'Orient havia causat entre els bulgars.

## Relació amb l'Església
Lleó es va dedicar llavors a la prosperitat de l'imperi i els seus habitants. Va protegir els iconoclastes i ell mateix fou enemic decidit dels adoradors de les imatges i va prendre enèrgiques mesures repressives contra aquests i contra els bogomils. Va deposar el patriarca Nicèfor i va convocar un sínode a Constantinoble el 815. L'emperador va fer servir la seva política iconoclasta com a excusa per apoderar-se de les propietats en mans dels iconoduls i alguns monestirs, com ara el ric monestir d'Estúdion i va fer exiliar l'influent abat d'aquest monestir, Teodor Estudita.

## Administració de justícia
Va desbaratar algunes conspiracions i va reformar l'administració, castigant severament el delicte de peculatio. Lleó mateix va presidir sovint les corts de justícia i va castigar els jutges que no havien actuat correctament, però els seus càstigs eren exagerats i sovint dictava decapitació, mutilació o desterrament. No es dedicava a cap plaer més que a complir els seus deures, i treballava dia i nit. Visitava les províncies normalment sense anunciar la visita.

## Mort
Un dia va tenir un conflicte amb Miquel el Tartamut i per allunyar-lo de la cort el va enviar a passar inspecció a l'Orient, però Miquel no va obeir l'ordre i va entrar en una conspiració. El complot fou descobert per Joan Hexabul, el conseller de l'emperador, i Miquel fou empresonat i condemnat a morir cremat viu el mateix dia (dia de Nadal del 820), però l'emperadriu Teodòsia va suplicar a Lleó d'ajornar l'execució fins l'endemà i així es va fer. A la nit els amics de Miquel van avançar els plans i l'endemà quan va començar la processó cap a l'església de sant Esteve, el mateix Lleó anava al capdavant segons el costum romà d'Orient i va iniciar els cants nadalencs; aquest era el senyal; els conspiradors, disfressats de sacerdots van atacar Lleó; aquest es va escapar cap a l'altar i es va defensar amb una gran creu però ningú no va anar a ajudar-lo, i fou finalment mort a cops d'espasa. Després el van arrossegar cap a fora i el van deixar sobre la neu perquè tothom veiés que era mort. Miquel fou tret de la presó i proclamat emperador.
Lleó va deixar quatre fills, el més gran dels quals, Simbaci o Sarbaci era cèsar i hereu designat des del 814. Els quatre foren castrats i tancats en un monestir. Simbaci va morir a causa de la mutilació.